# Zsombékosok és magassásrétek

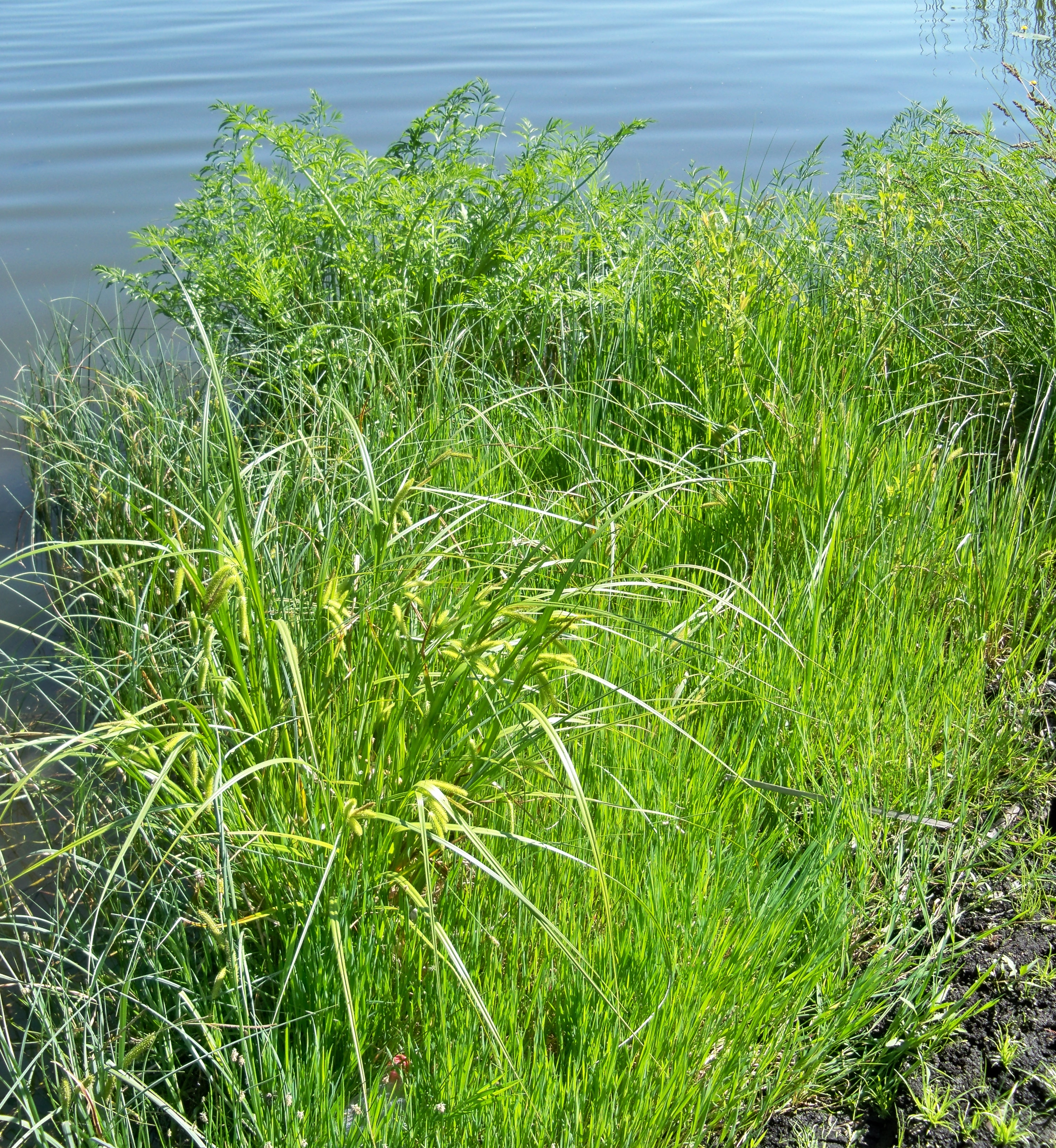
Csomorikás villás sásos (Cicuto — Caricetum pseudocyperi) — a Zwolenki patak völgyében (Lengyelország, Borowiec természetvédelmi terület)

A zsombékosok és magassásrétek a magassásosok (Magnocaricetalia Pignatti 1953) növénytársulástani rendjének egyetlen, Magyarországról is leírt társuláscsoportja 18, három alcsoportba sorolt társulással.
Némely szerzők ebbe a csoportba sorolnak néhány további asszociációt is:
- télisásos (Cladietum marisci, nádas jellegű),
- továbbá a  gyepes sásos (Caricetum cespitosae) és bánsági sásos (Caricetum buekii) — mocsárrét jellegű.

## Elterjedésük
Európától Szibériáig (és a Távol-Keletig) általánosan előfordulnak. Magyarországon általánosan elterjedtek még úgy is, hogy a vízrendezések miatt eredeti területük a töredékére csökkent.

## Megjelenésük, fajösszetételük
Zsombékoló vagy a terepet szőnyegszerűen takaró állományaik középmagas–magas növényekből állnak.
A társuláscsoport fajkészlete viszonylag kicsiny, ráadásul nagy átfedésekkel, ezért egyes szakírók ezeket az asszociációkat egyetlen társulásba (Magnocaricetum) foglalják össze. Elkülönítésük alapja egyrészt az, hogy az alább sorra vett társulások többségében egy-egy faj dominál, másrészt az, hogy ez a domináns faj zsombék-semlyék komplexet vagy pedig összefüggő, szőnyegszerű sásrétet alkot-e.
Domináns fajok:
- zsombéksás (Carex elata),
- bugás sás (Carex paniculata),
- rostos tövű sás (Carex appropinquata),
- villás sás (Carex pseudocyperus),
- csőrös sás (Carex rostrata),
- hólyagos sás (Carex vesicaria),
- mocsári sás (Carex acutiformis),
- parti sás (Carex riparia),
- éles sás (Carex gracilis),
- kétsoros sás (Carex disticha),
- rókasás (Carex vulpina),
- berki sás (Carex otrubae),
- bókoló sás (Carex melanostachya),
- dárdás nádtippan (Calamagrostis canescens),
- lápi nádtippan (Calamagrostis neglecta),
- pántlikafű (Phalaroides arundinacea).

Szinte mindenhol előforduló kísérő növények:
- mocsári galaj (Galium palustre),
- közönséges lizinka (Lysimachia vulgaris),
- réti füzény (Lythrum salicaria),
- vízmelléki csukóka (Scutellaria galericulata).

## Életmódjuk, termőhelyük
Feltöltődő édesvizekben alakulnak ki olyan helyeken, amelyeket télen többé-kevésbé tartósan magas víz borít:
- tavak parti zónájában,
- kisvizekben,
- láposodó vagy már síkláppá alakult mélyedésekben (pl. buckaközökben, ősi folyómedrekben),
- tőzegmohás átmeneti lápok (Caricion lasiocarpae) peremén,
- patakmedrekben,
- lecsapoló árkokban,
- feltöltődő holtágakban,
- egyéb, mélyebben fekvő ártéri területeken,
- a kiirtott láperdők helyén.

## Társulástani felosztásuk

Zsombéksásos (Caricetum elatae Koch 1926) — Lengyelország, Wysokie Bagno természetvédelmi terület

A társulásokat Borhidi Attila három alcsoportba sorolja:
- zsombékosok (Caricenion rostratae) alcsoportja (Bal.-Tul. 1963) Oberd. et al. 1967) 8 társulással:
  - zsombéksásos (Caricetum elatae) Koch 1926,
  - bugás sásos (Caricetum paniculatae) Wangerin ex von Rochow 1951,
  - rostos tövű sásos (Caricetum paradoxae) Soó in Aszód 1935,
  - csőrös sásos (Equiseto limosi — Caricetum rostratae) Zumpfe 1929,
  - gyapjas magvú sásos zsombékos (Caricetum elato—lasiocarpae) Lájer 1997,
  - lápi nádtippanos (Calamagrostietum neglectae) Soó 1938,
  - dárdás nádtippanos (Calamagrostetum canescentis) Simon 1960,
  - tengerparti szittyós (Schoenoplecto — Juncetum maritimi) Soó (1930) 1971;

- semlyéksásosok (Caricenion pseudocyperi) alcsoportja (Borhidi, 2003) 3 társulással:
  - csomorikás villás sásos (Cicuto — Caricetum pseudocyperi) Boer et Sissingh 1942,
  - semlyéksásos (Carici pseudocyperi — Menyanthetum) Soó 1955,
  - dunántúli semlyéksásos (Ludwigio — Caricetum pseudocyperi) Borhidi & Járai-Komlódi (1959) in Borhidi 1996

- magassásrétek (Caricenion gracilis) alcsoportja (Neuhäusl 1959, Oberd. et al. 1967) 9 társulással:
  - mocsári sásos (Caricetum acutiformis) Eggler 1933,
  - parti sásos (Galio palustris — Caricetum ripariae) Bal.-Tul. et al. 1993,
  - éles sásos (Caricetum gracilis) Almquist 1929,
  - hólyagos sásos (Caricetum vesicariae) Br.-Bl. & Denis 1926,
  - kétsoros sásos (Caricetum distichae) Steffen 1931,
  - bókoló sásos (Caricetum melanostachyae) Balázs 1943,
  - pántlikafüves (Carici gracilis — Phalaridetum) (Kovács & Máthé 1967) Soó 1971 corr. Borhidi 1996,
  - rókasásos (Caricetum vulpinae) Soó 1927,
  - zsurlós sásrét (Carici appropinquatae — Equisetetum variegati) (Kovács M. 1962) Borhidi 2001.

A zsombékosok (Caricenion rostratae) közé  a hűvösebb, csapadékosabb klímán, disztróf vagy inkább mezotróf vizekben élő és zsombékos szerkezetű társulások tartoznak, míg a  magassásrétekhez (Caricenion gracilis) a szárazabb-melegebb, kontinentálisabb klímán és eutrófabb jellegű vizekben kialakuló magassásos rétek.